# Campeonato Mundial de Ciclismo em Pista de 1992
O LXXXIX Campeonato Mundial de Ciclismo em Pista celebrou-se em Valencia (Espanha) entre 29 de agosto e 2 de setembro de 1992 baixo a organização da União Ciclista Internacional (UCI) e a Real Federação Espanhola de Ciclismo.
As competições realizaram-se em Palácio Velódromo Luis Puig da cidade levantina. Ao todo disputaram-se 8 provas, 7 masculinas e 1 femininas. Este campeonato foi o último onde ciclistas profissionais e ciclistas aficionados (amadoras) participaram por separado.

## Medalhistas

### Masculino profissional
| Evento                 | Ouro                              | Prata                       | Bronze                            |
| ---------------------- | --------------------------------- | --------------------------- | --------------------------------- |
| Velocidade individual  | Michael Hübner · Alemanha         | Frédéric Magné · França     | Erik Schoefs · Bélgica            |
| Perseguição individual | Michael McCarthy · Estados Unidos | Shaun Wallace · Reino Unido | Artūras Kasputis · Lituânia       |
| Carreira por pontos    | Bruno Risi · Suíça                | Jonas Romanovas · Lituânia  | Juan Esteban Curuchet · Argentina |
| Keirin                 | Michael Hübner · Alemanha         | Stephen Pate · Austrália    | Frédéric Magné · França           |
| Meio fundo             | Peter Steiger · Suíça             | Jens Veggerby · Dinamarca   | Antonio Fanelli · Itália          |

### Masculinoamador
| Evento     | Ouro                                        | Prata                                          | Bronze                                |
| ---------- | ------------------------------------------- | ---------------------------------------------- | ------------------------------------- |
| Meio fundo | Carsten Podlesch · Alemanha                 | David Solari · Itália                          | Roland Königshofer · Áustria          |
| Tándem     | Itália · Gianluca Capitano · Federico Paris | Tchecoslováquia · Lubomír Hargaš · Pavel Buráň | Austrália · Anthony Peden · David Dew |

### Feminino
| Evento              | Ouro                           | Prata                | Bronze                          |
| ------------------- | ------------------------------ | -------------------- | ------------------------------- |
| Carreira por pontos | Ingrid Haringa · Países Baixos | Barbara Ganz · Suíça | Janie Eickhoff · Estados Unidos |

## Medalheiro
| Ordem | País            | Medalha de ouro | Medalha de prata | Medalha de bronze | Total |
| ----- | --------------- | --------------- | ---------------- | ----------------- | ----- |
| 1     | Alemanha        | 3               | 0                | 0                 | 3     |
| 2     | Suíça           | 2               | 1                | 0                 | 3     |
| 3     | Itália          | 1               | 1                | 1                 | 3     |
| 4     | Estados Unidos  | 1               | 0                | 1                 | 2     |
| 5     | Países Baixos   | 1               | 0                | 0                 | 1     |
| 6     | Austrália       | 0               | 1                | 1                 | 2     |
| 6     | França          | 0               | 1                | 1                 | 2     |
| 6     | Lituânia        | 0               | 1                | 1                 | 2     |
| 9     | Tchecoslováquia | 0               | 1                | 0                 | 1     |
| 9     | Dinamarca       | 0               | 1                | 0                 | 1     |
| 9     | Reino Unido     | 0               | 1                | 0                 | 1     |
| 12    | Argentina       | 0               | 0                | 1                 | 1     |
| 12    | Áustria         | 0               | 0                | 1                 | 1     |
| 12    | Bélgica         | 0               | 0                | 1                 | 1     |
|       | TOTAL           | 8               | 8                | 8                 | 24    |